# Paracraspedothrix
Paracraspedothrix är ett släkte av tvåvingar. Paracraspedothrix ingår i familjen parasitflugor.
Släktet innehåller bara arten Paracraspedothrix montivaga.